# Aloe brunneo-punctata
Aloe brunneo-punctata é uma espécie de liliopsida do gênero Aloe, pertencente à família Asphodelaceae.